# NGC 6258
NGC 6258 (również PGC 59165 lub UGC 10595) – galaktyka eliptyczna (E), znajdująca się w gwiazdozbiorze Smoka. Odkrył ją Lewis A. Swift 28 czerwca 1886 roku.